# Rio Hunza
O rio Hunza (em urdu:دریائے ہنزہ ) é o rio principal de Hunza, em Gilgit-Baltistão, norte do Paquistão. É afluente do rio Indo. Tem como afluentes o rio Gilgit e o rio Naltar antes de desaguar no Indo.
O rio circula na cordilheira do Caracórum no sentido norte-sul.